# 2. Nemzetközi Fizikai Diákolimpia
A 2. Nemzetközi Fizikai Diákolimpiát (1968) Magyarországon, Budapesten rendezték 1968. június 23. és július 1. között. Nyolc ország huszonnégy versenyzője vett részt.
A magyar csapat egy II. díjat (ezüstérmet) és egy III. díjat (bronzérmet) szerzett, ezzel 1. lett az országok közötti pontversenyben. 

(Az elérhető maximális pontszám: 3×35=105 pont volt)

## Országok eredményei pont szerint
|    | Ország        | Pont | Arany | Ezüst | Bronz |
| -- | ------------- | ---- | ----- | ----- | ----- |
| 1. | Magyarország  | 93   | 0     | 1     | 1     |
| 2. | Csehszlovákia | 85   | 1     | 0     | 0     |
| 3. | Lengyelország | 84   | 1     | 0     | 0     |
| 4. | Bulgária      | 81   | 0     | 2     | 0     |
| 5. | Szovjetunió   | 79   | 0     | 0     | 0     |
| 6. | Jugoszlávia   | 74   | 0     | 0     | 1     |
| 7. | NDK           | 71   | 0     | 0     | 0     |
| 8. | Románia       | 62   | 0     | 0     | 0     |

## A magyar csapat
A magyar csapat tagjai voltak:
| Név            | Pontszám | Díj   |
| -------------- | -------- | ----- |
| Takács László  | 33       | Ezüst |
| Mihály László  | 31       | Bronz |
| Marossy Ferenc | 29       |       |